# Годзяцкий, Виталий Алексеевич
Виталий Алексеевич Годзяцкий (29 декабря 1936, Киев) — украинский и советский композитор, музыкальный педагог. Заслуженный деятель искусств Украины (1996). Член Союза композиторов СССР и Национального союза композиторов Украины (1969—1970 и с 1973). Лауреат премии им. Б. Лятошинского (2003).

## Биография
Получил начальное музыкальное образование дома под руководством матери. Обучался игре на фортепиано, изучал музыкально-теоретические предметы параллельно с учёбой в средней школе. Самостоятельно сочинял музыку.
В 1956—1961 гг. учился в Киевской государственной консерватории имени П. И. Чайковского в классе Б. Н. Лятошинского.
Композитор-шестидесятник. В 1960—1970 гг. — участник, так называемой, «Киевской школы» — группы молодых композиторов, возглавляемых дирижёром и музыкальным просветителем Игорем Блажковым, члены которой изучали музыку XX века, их творческие принципы отличались от идейных и эстетических установок официальной советской музыки.
Параллельно с композиторской работой преподавал. В 1961—1963 гг. — преподаватель музыкально-теоретических предметов в Винницком музыкальном училище, в 1963—1974 гг. — в музыкальных школах Киева.
В 1970 году В. Годзяцкий был исключен из Союза композиторов СССР, исполнение его произведений было фактически запрещено.
В 1975—1982 гг. — руководитель эстрадного оркестра кинотеатра им. А. Довженко Киевского объединения музыкальных ансамблей.
В настоящее время преподает в детской музыкальной школе № 27 (с 1982).

## Творчество
Работает преимущественно в камерно-инструментальном жанре. В технике музыкального письма В. Годзяцкого принципы ладовой додекафонии и поиски в области электронно-конкретной музыки уступили почти традиционному музыкальному языку, который получил новую трактовку на основе полистилистики.
Писал музыку к кинофильмам, мультфильмам и театральным спектаклям.

## Основные сочинения
- «Поэма» и «Скерцо» для оркестра (1961);
- симфония «Периоды» (1968);
- симфония «Стабилис» для сопрано и камерного оркестра (на библейские тексты, 1966; 2-я ред. — 1990);
- сюита для камерного оркестра «Фрески Софии Киевской» (1966; 2-яред. — 1980);
- сюита для оркестра «Золушка»;
- «Весёлые затеи» для 4-х саксофонов (1987);
- «Утренний крик птицы» для квинтета духовых (1994);
- «Разрывы плоскостей» для фортепиано (1963);
- соната № 2 для фортепиано (1973);
- «Характерные сцены» для фортепиано (1963, 1985);
- «Сны о детстве» для 9-ти инструментов (1997) и др.
- для фортепиано — 2 сонаты (1959, 1973), «Марш дураков» (1962; 2- ред. — 1964), 4
- концертные вариации для бандуры (1978);
- песни и романсы на стихи А. Блока, С. Есенина, М. Рыльского и др.